# Vinbergs kyrka
Vinbergs kyrka är en kyrkobyggnad som sedan 2010 tillhör Vinberg-Ljungby församling (tidigare Vinbergs församling) i Göteborgs stift. Den ligger i Vinbergs kyrkby i Falkenbergs kommun.

## Historia
En tidigare kyrka på platsen var uppförd på tidig medeltid, men om- och tillbyggd. Den revs 1900 och kvar finns endast en minnessten med inskriften 1100-1900 och en kyrkport från 1810. Karaktären av äldre sockencentrum är dock bevarad och dagens kyrka är omgiven av den medeltida kyrkplatsen med sin ödekyrkogård, prästgården från 1797 och kyrkstallar från 1920-talet. Sjuttonhundratalsskalden Olof von Dalin var från Vinberg och i prästgårdens trädgård finns en minnessten över honom. Nära kyrkogården finns dokumenterat genom kyrkans räkenskaper, att ett "gjuthus" med gjutugn och brännugn blev uppfört för klockgjutning åren 1769–1772.

## Kyrkobyggnaden
Dagens kyrka uppfördes 1896–1899 av ohuggen och oputsad granit av byggmästare August Thorell från Falkenberg efter ritningar av Adrian C. Peterson och invigdes 1899 av biskop Edvard Herman Rodhe. Den är uppförd som en korskyrka i nygotisk stil. Byggnaden består av långhus med tresidigt avslutat kor i öster och ett 49 meter högt torn i väster. Sakristian är belägen vid korets nordvästra sida. I vardera korsarmen finns sidoläktare. Byggnaden uppvisar typiska nygotiska drag som spetsbågiga muröppningar, rosettfönster, strävpelare och branta takfall med mönsterlagt skiffer. Samtliga fönster har glasmålningar.
Interiören har en i princip intakt inredning från byggnadstiden. Taket över koret är blåmålat med gyllene stjärnor. Kyrkan genomgick en varsam renovering på 1960-talet, där färgsättning, dekormålning och inredning bibehölls. Vid samma tid tillkom läktarunderbyggnader. Byggnaden är ett av Adrian C. Petersons mest välbevarade verk. 

## Inventarier
- Vid Hallands konstmuseum finns fragment av cuppan till en dopfunt i granit bevarade. De har en enkel rankornamentik. Vidare finns en fyrkantig fot med hörnornament och slingor.[1]
- En åttakantig dopfunt av ek är samtida med kyrkan.
- Dopskål i dekorerad mässing från 1618.
- Predikstolen i trä är från 1899 och på yttersidorna finns skulpturer, som troligen härstammar från den gamla kyrkan.
- Dalinska familjeepitafiet från 1726. Miniatyrmåleri av Sven och Olof Dalin. Överst finns tetragrammet JHWH.

## Klockor
- De båda klockorna i tornet härstammar från den gamla kyrkan. Åtminstone en av klockorna kom till år 1768 då församlingen ville ha en ny Storklocka. För ganska så stora omkostnader så inköptes material för att bygga ett "gjuthus" vid kyrkogården med gjutugn för detta arbete. Arbetet med att bygga tog lång tid med noggranna förberedelser. Ersättningen till klockgjutaren Abraham Wetterholtz från Malmö uppgick till strax under hälften av vad övrigt kostade, då han även skulle ha fritt vivre under de 92 dagar som det hela tog och reseersättning. Gjutplatsen utnyttjades sedan några år för även andra kyrkors klockbeställningar, till en del för att kunna balansera upp utgifterna som varit tidigare.[2]

### Orglar

#### Läktarorgel
Orgeln med sexton stämmor, två manualer och pedal är tillverkad 1899 av Thorsell & Erikson i Göteborg och har följande disposition:

Man I: Borduna 16´, Principal 8´, Dubbelflöjt 8´, Gamba 8´, Oktava 4´, Flûte harmonique 4´, Oktava 2´, Trumpet 8´

Man II: Violinprincipal 8´, Rörflöjt 8´, Salicional 8´, Flûte octaviante 4´,

Pedal: Subbas 16´, Violoncelle 8´, Oktava 4´, Basun 16´

##### Diskografi
- Elegiacal pieces : Jan H. Börjesson playing the late romantic organ at Vinberg church. CD. Footprint FRCD 022. 2004.

#### Kororgel
En orgel placerad nära koret är byggd 1993 av Ingvar Johansson och har följande disposition:

Man I: Principal 8´, Gedakt 8´, Oktava 4´, Flöjt 4´, Oktava 2´, Mixtur 3 k

Man II: Rörflöjt 8´, Flûte octaviante 4´, Nasat 2 2/3´, Flûte traversiere 2´, Ters 1 3/5´

Pedal: Subbas 16´, Gedakt 8´, Oktava 4´

## Bilder

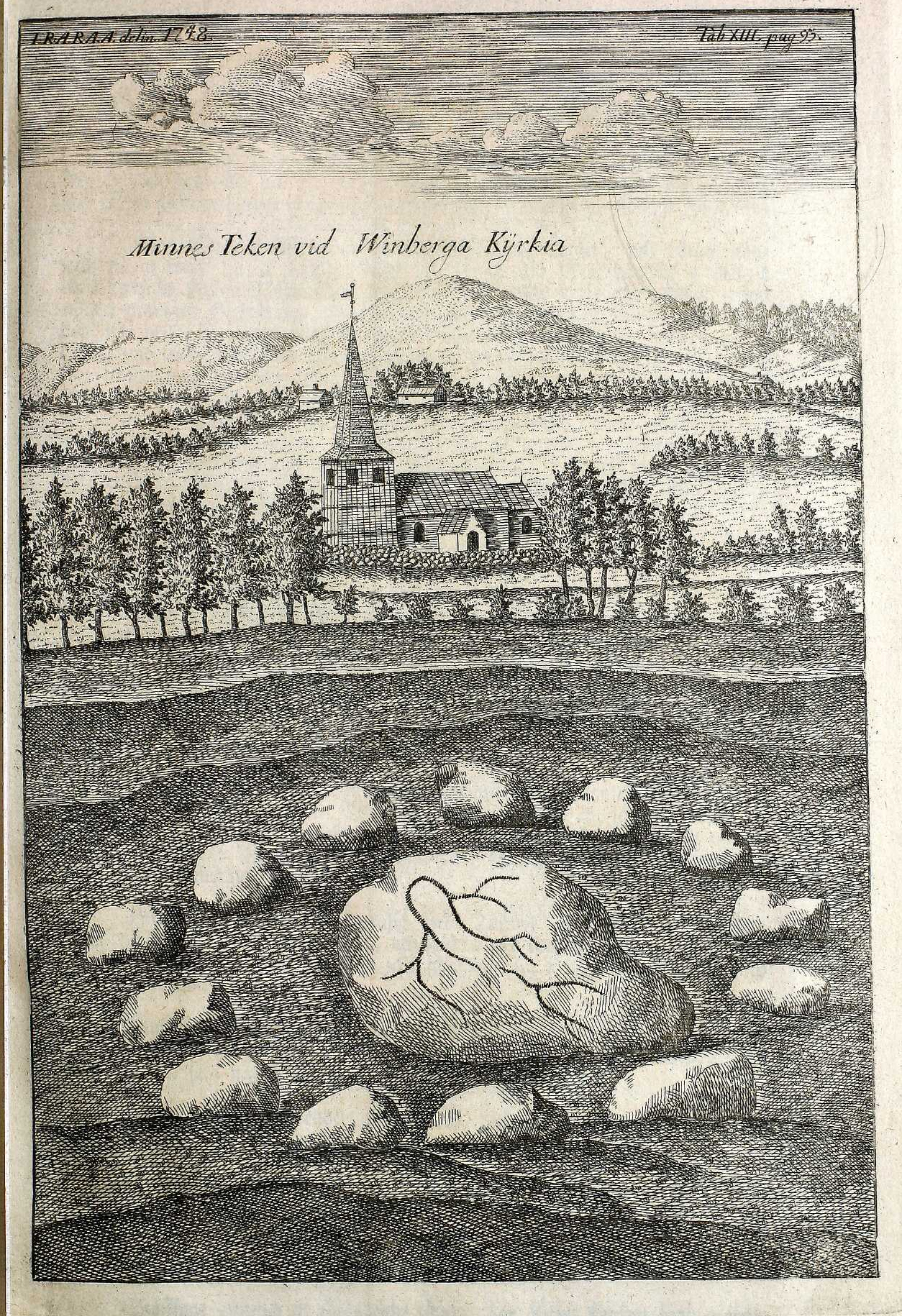
Vinbergs kyrka 1748 i Hallandia antiqua et hodierna.
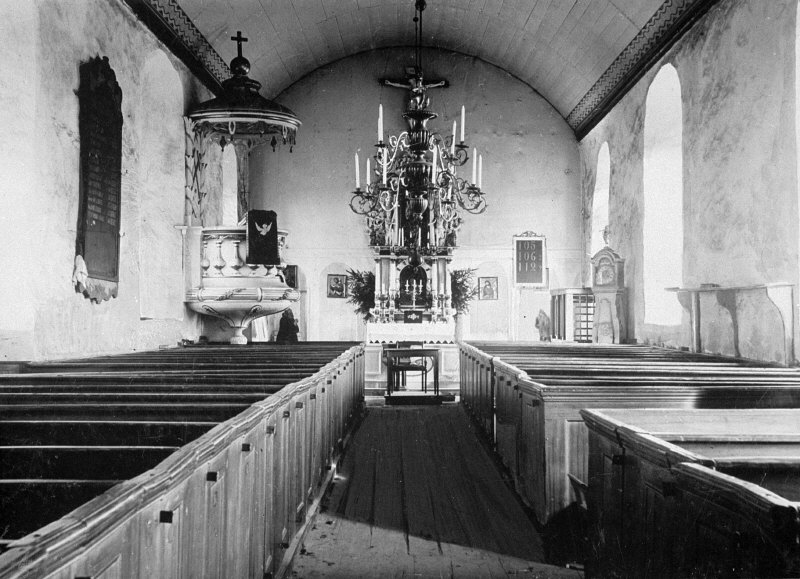
Interiör från den gamla kyrkan
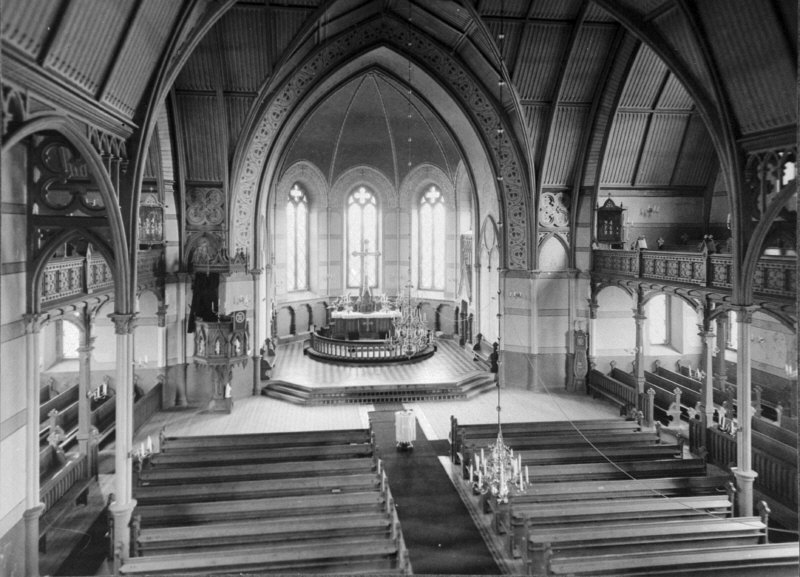
Dagens kyrka: interiör mot koret
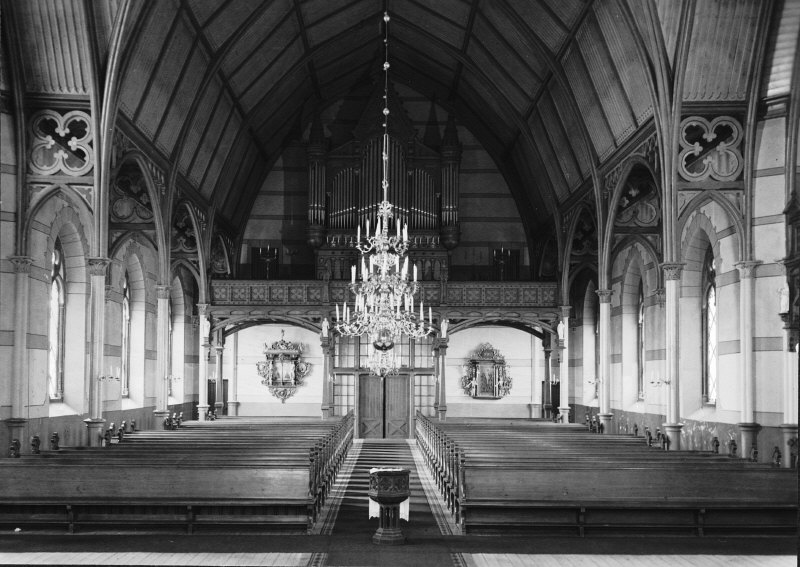
Dagens kyrka: interiör mot orgelläktaren
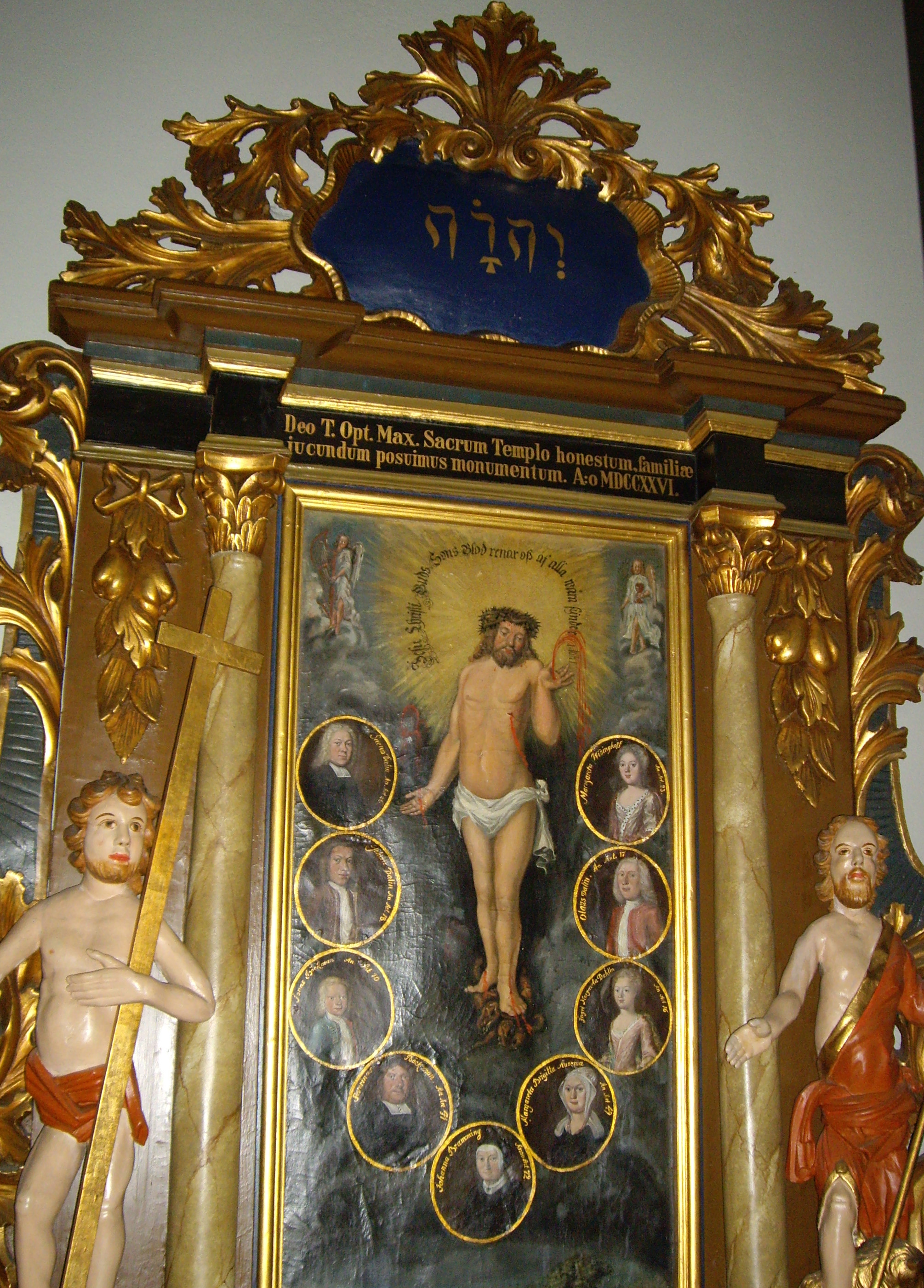
Epitafium från 1726 med tetragrammet JHWH
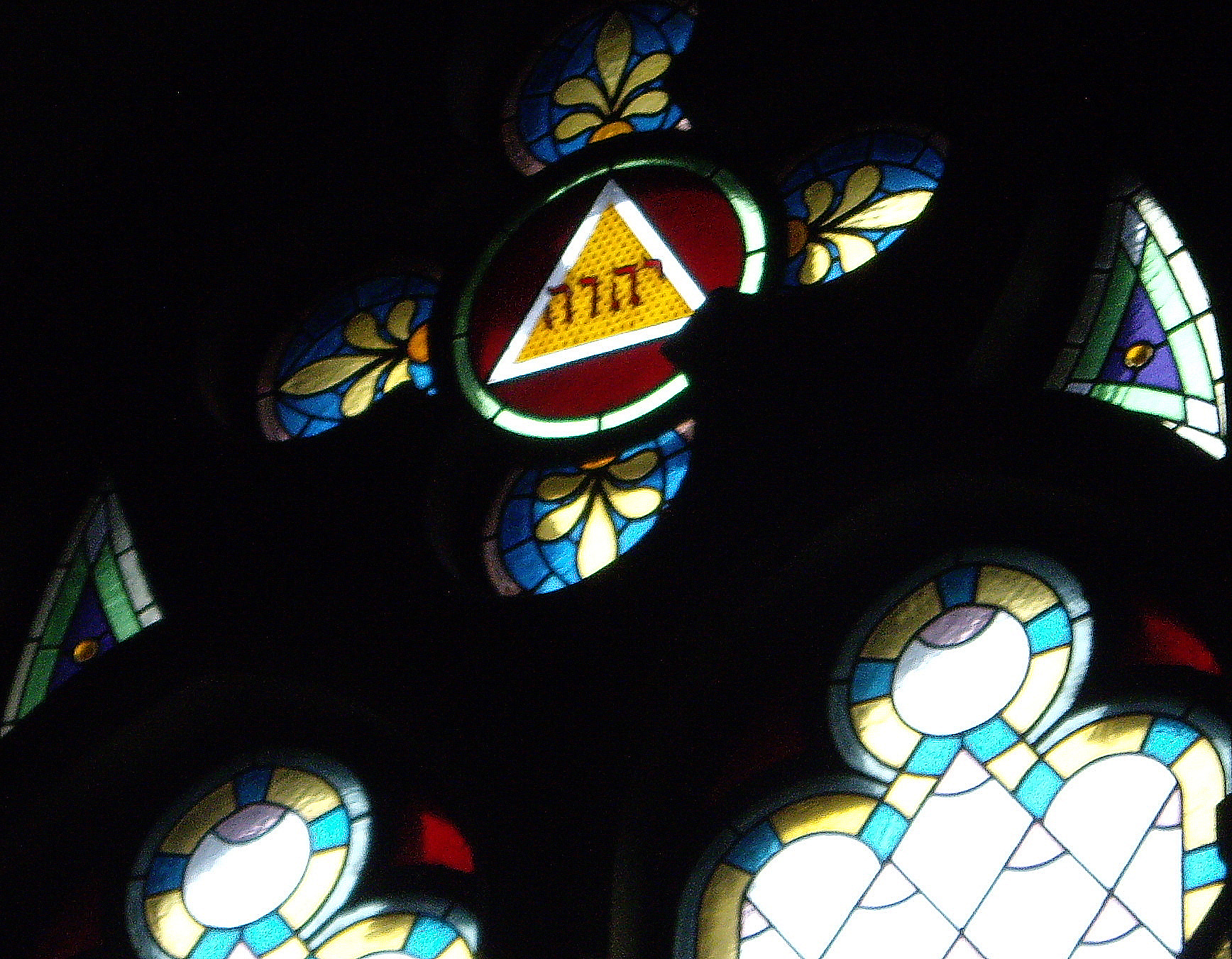
Kyrkfönster med tetragrammet JHWH